# Merxleben
Merxleben ist ein Ortsteil der Stadt Bad Langensalza im Unstrut-Hainich-Kreis in Thüringen.

## Geografie
Merxleben liegt 2,5 Kilometer nordöstlich von Bad Langensalza im Thüringer Becken unweit der Unstrut in einem landwirtschaftlich geprägten Ackerbaugebiet. Es gibt keinen Wald in der intensiv genutzten flachwelligen Landschaft. Das Klima ist mild und niederschlagsarm bei meist grundwassernahen Böden. 

## Geschichte
Die urkundliche Ersterwähnung des Ortes datiert um 780–802.
1815 kam Merxleben und das kursächsische Amt Langensalza als Ergebnis des Wiener Kongresses zu Preußen. Merxleben gehörte nun von 1816 bis 1944 zum Landkreis Langensalza in der Provinz Sachsen. Während des Deutschen Krieges zwischen Preußen und Österreich fand 1866 auf den Feldern um Merxleben die Schlacht bei Langensalza statt. 
Im Ersten Weltkrieg waren in der Gemeinde Merxleben 13 Tote zu beklagen. Der Zweite Weltkrieg forderte 38 Todesopfer. Nach dem Zweiten Weltkrieg kam Merxleben nach kurzer Besetzung durch die Amerikaner zur sowjetischen Besatzungszone.
1945/46 wurde im Rahmen der Bodenreform Großgrundbesitz und Besitz von Nationalsozialisten, insgesamt ca. 185 ha, an Neu- und Altbauern verteilt. Das ehemalige Rittergut wurde 1948 abgerissen. Merxleben hatte zu dieser Zeit 746 Einwohner.
Am 8. Juni 1952 wurde in Merxleben, u. a. durch Ernst Großmann, die erste Landwirtschaftliche Produktionsgenossenschaft der DDR mit 22 Bauern gegründet. Die Gründung erhielt große öffentliche Aufmerksamkeit. Z. B. kamen schon im August 1952 die Maler Alfred Ahner, Gerhard Altenbourg, Erwin Görlach und Martin Spröte (1916–1977) zu einem Studienaufenthalt, und 1953 kam Walter Ulbricht zu Besuch. Die LPG wurde Ziel einer großen Zahl von Delegationen aus dem In- und Ausland. 1960 arbeiteten die vom Rat des Bezirks Erfurt delegierten Künstler Karl-Ludwig Goetjes, Otto Knöpfer, Otto Paetz und Ilse Spangenberg in der LPG.
1958 war das Dorf schon vollgenossenschaftlich. Es entstand ein neuer Dorfteil, u. a. mit  einer Geflügelfarm und elektrisch beheizbaren Getreidesilos. Die Bauern unterlagen damit der Entwicklung der Landwirtschaft in der DDR. Nach der politischen Wende wurde die LPG aufgelöst.
1994 wurde das Dorf nach Bad Langensalza eingemeindet. Ende 2015 waren 421 Bürger im Ort wohnhaft.

Merxleben auf einer Karte von 1801
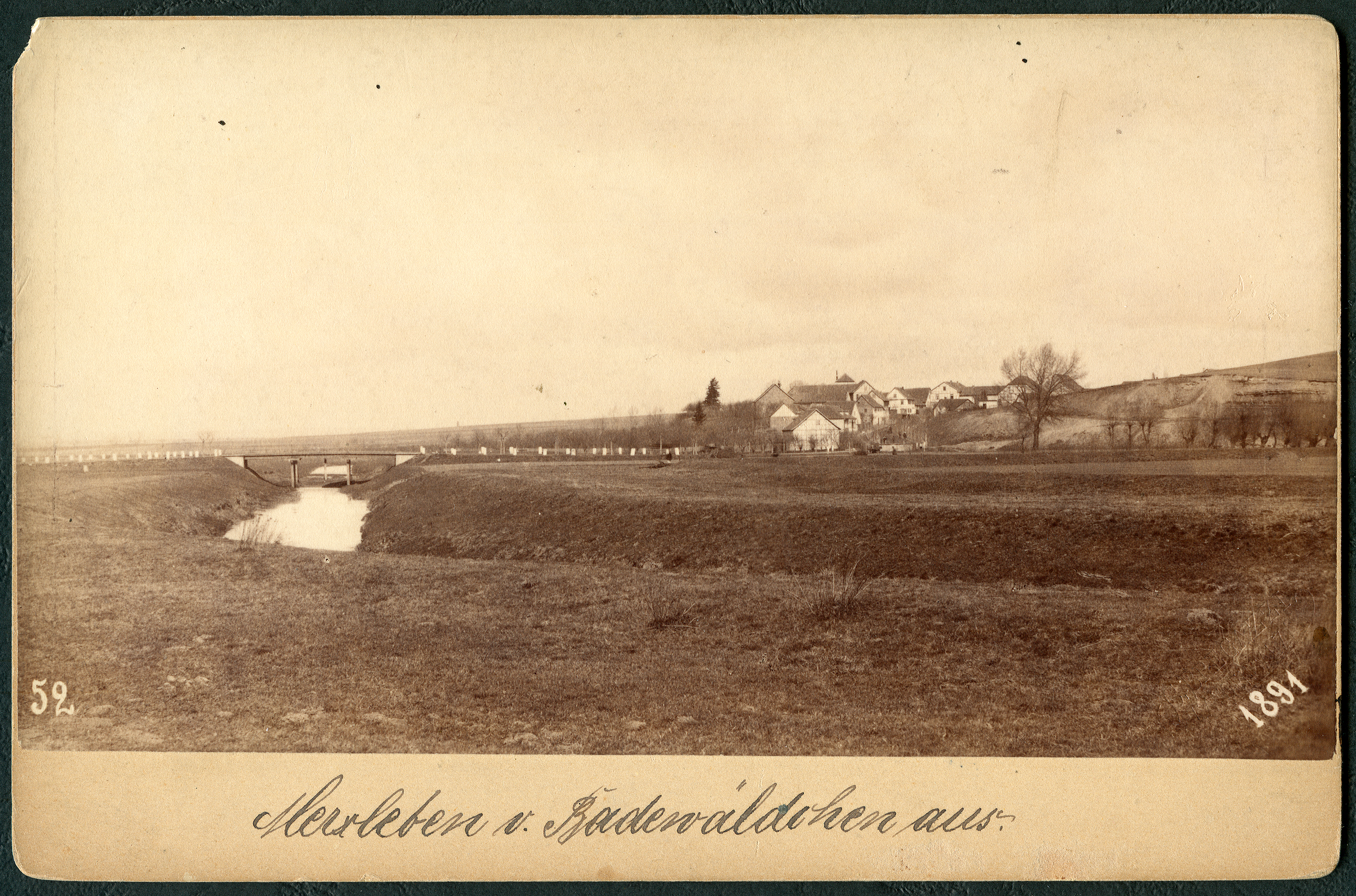
„Merxleben vom Badewäldchen aus“; Kabinettfotografie Nr. 52 von 1891 von Christian Gottfried Bregazzi
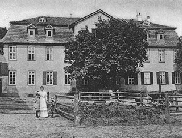
Ehemaliges Rittergut Merxleben (abgebrochen 1948)
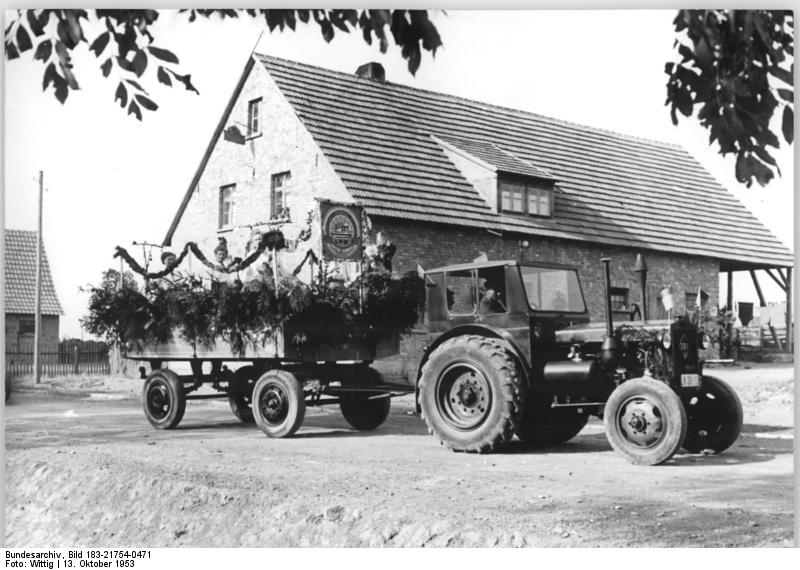
Erntefestwagen der LPG (1953)

## Sehenswürdigkeiten
- Dorfkirche St. Martini

## Ortsteilbürgermeister
Der Ortsteilbürgermeister von Merxleben ist Jan Edelhäußer.

## Persönlichkeiten
- Johann Rockenthien († 1739), Beamter in der Sekundogenitur Sachsen-Weißenfels, fürstlich-sächsischer Hof- und Landkammerrat, zuletzt Geheimer Rat sowie Oberamtmann zu Langensalza und Erb-, Lehn- und Gerichtsherr in Merxleben
- Johann Paul Rockenthien († 1752), Beamter in der Sekundogenitur Sachsen-Weißenfels und im Kurfürstentum Sachsen, fürstlich-sächsischer, ab 1746 kurfürstlich-sächsischer Amtmann im Amt Sachsenburg, Erb-, Lehn- und Gerichtsherr in Merxleben, starb in Merxleben
- Justinian von Thoelldeniz (1719–1780), Verwaltungsjurist und Rittergutsbesitzer
- Ernst Großmann (1911–1997), Landwirt, erster LPG-Vorsitzender und SED-Funktionär, wohnte nach der Vertreibung aus Böhmen in Merxleben
- Manfred Jürgen Matschke (* 1943), Ökonom und Professor für Betriebswirtschaftslehre, zuletzt an der Ernst-Moritz-Arndt-Universität Greifswald, machte seine Lehre zum Landwirt in Merxleben

## Verkehr
Durch den Ort führt die Bundesstraße 84, von der bis 2009 in der Ortslage die Bundesstraße 176 abzweigte. Der Bundesverkehrswegeplan sieht eine Ortsumgehung für Merxleben im Zuge des Projektes OU Bad Langensalza-Ost vor.
Von 1913 bis 1969 bestand ein Haltepunkt an der Bahnstrecke Bad Langensalza–Haussömmern.